# For the Fans
For The Fans là bộ sưu tập các thu âm trực tiếp của ban nhạc pop nước Mỹ Backstreet Boys. Album này gồm 3 đĩa CD và 1 băng VHS, đã được phát hành vào cuối tháng 8 năm 2000. Các CD bao gồm nhiều ca khúc biểu diễn trực tiếp, các bài hát mặt B và phối lại, còn băng VHS gồm các video biểu diễn trực tiếp, video quảng cáo và các đoạn phim quá trình thực hiện. Bộ sưu tập này được phát hành độc quyền qua Burger King.

## Danh sách bài hát
Đĩa 1
1. "Larger than Life" (trực tiếp) - 4:05
2. "Back to Your Heart" (trực tiếp) - 4:15
3. "All I Have to Give" (trực tiếp) - 4:21
4. "It's True" (Acapella trực tiếp) - 3:48
5. "That's What She Said" (Acapella trực tiếp) - 4:10
6. "All I Have to Give" (Acapella) - 4:03

Đĩa 2
1. "The One" (trực tiếp) - 3:44
2. "Show Me the Meaning of Being Lonely" (trực tiếp) - 4:44
3. "Quit Playing Games (With My Heart)" (trực tiếp) - 4:10
4. "It's True" (trực tiếp) - 3:47
5. "That's What She Said" (trực tiếp) - 4:09
6. "All I Have to Give" (Phần II - The Conversation Mix) - 4:15

Đĩa 3
1. "I Want It That Way" (trực tiếp) - 3:35
2. "Don't Wanna Lose You Now" (trực tiếp) - 4:12
3. "Don't Want You Back" (trực tiếp) - 4:35
4. "It's True" (Phiên bản phòng thu) - 3:40
5. "That's What She Said" (Phiên bản phòng thu) - 3:40
6. "All I Have to Give" (David Ospina Radio Mix) - 4:22

Video VHS
1. "Larger than Life" (trực tiếp) - 4:05
2. "Don't Want You Back" (trực tiếp) - 4:35
3. "Back to Your Heart" (trực tiếp) - 4:15
4. "All I Have to Give" (trực tiếp) - 4:21
5. "I Want It That Way" (trực tiếp) - 3:35
6. "Shape of My Heart" (trực tiếp) - 3:42
7. "If You Want It Good Girl (Get Yourself a Bad Boy)" (trực tiếp) - 4:18
8. "I Want It That Way" (Phiên bản Burger King Anthem) - 4:17